# Полевое (Сумская область)
Полевое (укр. Польове) — село,
Маршаловский сельский совет,
Недригайловский район,
Сумская область,
Украина.
Код КОАТУУ — 5923584002. Население по переписи 2001 года составляло 18 человек .

## Географическое положение
Село Полевое находится на одном из истоков реки Хусь.
На расстоянии в 1 км расположено село Маршалы.